# Pittsfield (Illinois)
Pittsfield város az USA Illinois államában. Lakosainak száma 4206 fő (2020. április 1.).

## Népesség
A település népességének változása:

| 2010 | 4 576 |
| 2020 | 4 206 |